# Roberto Costaguti
Roberto Ranieri Costaguti (Livorno, 15 giugno 1732 – Sansepolcro, 16 novembre 1818) è stato un vescovo cattolico, umanista, oratore e rettore universitario italiano.
È stato il primo magnifico rettore dell'Università di Malta.

## Biografia
Roberto Ranieri Costaguti nacque a Livorno il 15 giugno 1732 da Mattia e Rosa Nocetti. Studiò presso i Padri Barnabiti di Pisa e divenne frate dei Servi di Maria della Santissima Annunziata di Firenze nel 1748. Compì gli studi religiosi nel convento di Siena e quelli filosofici a Senigallia e a Bologna. Nel 1756 fu ordinato sacerdote. Valente umanista, insegnò lettere e matematica a Mantova, teologia a Faenza e fu membro di varie accademie scientifiche e letterarie.
Grazie alla sua abilità oratoria iniziò con successo la predicazione (diffusissima nel '700) nelle varie città d'Italia, nelle corti e sulle piazze. Esercita anche la poesia e nel 1769 è iscritto all'Accademia dell'Arcadia, con il nome di Lentisco Adriasteo. Nel 1771 fu chiamato a ricoprire la carica di primo Rettore della nascente Università di Malta, chiamato dal gran maestro Manuel Pinto de Fonseca. Cosciente della perdita che l'Ordine avrebbe subito, il priore generale Francesco Raimondo Adami lo pregò, se possibile, di non lasciare l'Ordine nel quale in vecchiaia avrebbe potuto riposarsi da ogni fatica. Il Costaguti compilò le Costituzioni dell'Università di Malta, ma nel 1773, per contrasti, lasciò l'isola e cominciò di nuovo a predicare in Italia.

### Vescovo di Sansepolcro
Nel settembre 1778 venne istruito il processo informativo per la sua nomina a vescovo di Sansepolcro. Consacrato a Roma il 20 dicembre 1778, il 27 dicembre, festa di San Giovanni Evangelista, titolare della Cattedrale e patrono di città e diocesi, fece il suo ingresso solenne in diocesi. Vescovo sollecito e sensibile, ebbe a cuore l'istruzione del popolo e la cultura e la dignità del suo clero. Nel 1783 durante una carestia vendette carrozza, argento, anelli, e impiegò i doni e il denaro ricevuto dalle predicazioni per soccorrere i poveri e i carcerati della sua diocesi. Fondò anche una scuola gratuita per ragazze povere a San Piero in Bagno di Romagna.
Negli ultimi decenni del secolo XVIII, in un periodo travagliato per la Chiesa, si oppose al Giansenismo del granduca di Toscana Pietro Leopoldo, che tuttavia ne richiese e a volte apprezzò i consigli.
Il Costaguti difese i diritti della Chiesa anche nel periodo napoleonico. Pio VI, mentre veniva portato in esilio, gli scrisse dalla Certosa di Firenze, nominandolo plenipotenziario delle diocesi vicine. Pio VII lo creò Principe del Sacro Romano Impero.
Nel 1808 mons. Costaguti divenne completamente cieco. Nonostante ciò si occupò sempre della sua diocesi e, in particolare, nel 1811 del trasferimento da parte di Napoleone di 23 parrocchie dalla diocesi di Bertinoro a quella di Sansepolcro e della coscrizione obbligatoria dei giovani per l'esercito francese con la conseguente ribellione di questi ultimi.
Per piegarlo ai principi della chiesa gallicana, l'Imperatore gli offrì la Legion d'Onore, ma il vescovo gliela restituì dicendo che alla sua tarda età gli pesava fin troppo la croce episcopale, per sentirsi in grado di portare quella che gli veniva offerta.
Caduto Napoleone, nel 1814, dopo che i francesi ebbero lasciato la città, tre squadre di 700 briganti in armi razziarono le campagne e chiesero una forte somma di denaro, minacciando il saccheggio di Sansepolcro. Il vescovo chiamò i capi dei banditi e li pose di fronte alla responsabilità morale dei loro atti, minacciando a sua volta di chiamare a raccolta il suo popolo e di cacciarli come meritavano. I briganti di fronte a quel vegliardo cieco e coraggioso si intimorirono e abbandonarono la città.
Ma la fine di mons. Costaguti era vicina. Nell'ottobre 1818 le sue condizioni si aggravarono. Si spense il 16 novembre alle 3 del pomeriggio. Tre giorni dopo fu fatto il solenne funerale in cattedrale e qui sepolto. Scrivono le cronache:
Con il proprio testamento dispose lasciti in favore dei poveri della città di Sansepolcro e istituì un legato che poi è confluito nell'Ente Comunale Assistenza.
È sepolto nella Basilica Cattedrale di Sansepolcro.

## I suoi scritti
Umanista e letterato scrisse anche delle poesie. In una ricordava con nostalgia la vita trascorsa nel convento della SS. Annunziata di Firenze:
D'asciugarmi sugli occhi il pianto amaro
Passaro i dì felici, ohimè passaro
Quando Frate vivevo in riva all'Arno.»

## Le sue lettere pastorali
Le sue lettere pastorali dimostrano costantemente la sua cultura e sensibilità assieme alla preoccupazione per il clero e il popolo della sua diocesi. La società del tempo vi appare descritta vivamente quando ricorda certi comportamenti indecorosi ma comunissimi. Per esempio nel 1780 scriveva come si vedessero in città e in campagna preti senza abito talare, nemmeno durante la S. Messa, oppure in giro per i mercati così malmessi nell'abito, che non si distinguevano dai mendicanti che qui si trovavano.
In un'altra lettera del 1784 condannava la malintesa devozione di molte persone del popolo che largheggiavano nel far celebrare un gran numero di messe per gli anniversari di morte dei parenti, mentre in casa loro mancava il vitto e il vestito per la famiglia.
Incoraggiava quindi i parroci ad avere come fine il bene delle anime e non gli interessi personali, e a non avere indulgenza verso l'umana 'sfrenatezza', per non lusingare il peccatore e non indurlo a peccare con maggior arditezza.
La cultura e la sua sollecitudine di pastore hanno fatto di mons. Roberto Costaguti uno dei vescovi più illustri della diocesi di Sansepolcro e della Toscana.
Di lui scrisse Niccolò Tommaseo:

## La memoria
La sua memoria è rimasta molto viva in città, anche grazie all'istituzione di un legato in favore dei poveri, istituito dal Costaguti con il proprio testamento e rimasto attivo fino al 1937, quando venne inglobato nell'Ente Comunale di Assistenza.
Nel 1981 è stata intitolata a suo nome una strada e negli anni 1918 e 2018 sono stati celebrati i centenari della morte (per il secondo centenario coinvolgendo anche l'Università di Malta e l'Istituto Storico dell'Ordine dei Servi di Maria).
Sempre nel 2018, la Confraternita di Misericordia ha curato la collocazione di una lapide in memoria del vescovo, che nel 1816 aveva rifondato l'antico sodalizio dopo la soppressione del 1785. La lapide si trova all'interno del loggiato del Palazzo delle Laudi e recita:
A DUECENTO ANNI DALLA MORTE

SANSEPOLCRO RICORDA

ROBERTO MARIA COSTAGUTI

VESCOVO DI QUESTA CITTÀ DAL 1778 AL 1818

SERVO DI MARIA TEOLOGO E LETTERATO

FU STIMATO PREDICATORE ALLA CORTE DI VIENNA

E PRIMO RETTORE DELL’UNIVERSITÀ DI MALTA

SEMPRE VICINO AL SUO POPOLO

LO SEPPE PROTEGGERE E DIFENDERE DALLA VIOLENZA

DEI GRANDI RIVOLGIMENTI POLITICI

E SOCCORRERE CON PATERNA GENEROSITÀ

NELLE CALAMITÀ NATURALI

A. D. MMXVIII

LA CONFRATERNITA DI MISERICORDIA DI SANSEPOLCRO

## Genealogia episcopale
La genealogia episcopale è:
- Cardinale Scipione Rebiba
- Cardinale Giulio Antonio Santori
- Cardinale Girolamo Bernerio, O.P.
- Arcivescovo Galeazzo Sanvitale
- Cardinale Ludovico Ludovisi
- Cardinale Luigi Caetani
- Cardinale Ulderico Carpegna
- Cardinale Paluzzo Paluzzi Altieri degli Albertoni
- Papa Benedetto XIII
- Papa Benedetto XIV
- Papa Clemente XIII
- Cardinale Giovanni Carlo Boschi
- Vescovo Roberto Costaguti